# Felix von Bothmer
Felix Graf von Bothmer (München, 1. prosinca 1852. -  München, 18. ožujka 1937.) je bio njemački general i vojni zapovjednik. Tijekom Prvog svjetskog rata zapovijedao je s Južnom armijom na Istočnom, te 19. armijom na Zapadnom bojištu.

## Vojna karijera
Felix Graf von Bothmer rođen je 1. prosinca 1852. u Münchenu u bavarskoj vojničkoj obitelji od oca Maxa von Bothmera, inače general-poručnika u bavarskoj vojsci, i majke Laure Reichert. Bothmer je u bavarsku vojsku stupio 1871. godine, te je tijekom vojne karijere služio kao stožerni časnik u stožeru bavarske vojske kao i Glavnom stožeru u Berlinu. Čin pukovnika dostigao 1900. godine, general bojnikom postao je 1903. godine, dok je 1905. godine promaknut u čin general poručnika. Godine 1910. promaknut je u generala pješaštva. Te iste godine se i umirovio.

## Prvi svjetski rat
Na početku Prvog svjetskog rata Bothmer je reaktiviran. Međutim, zbog ozljede noge koju je zadobio početkom 1914. godine zapovjedništvo nije dobio sve do prosinca. U studenom 1914. Bothmer je postao zapovjednikom 6. bavarske pričuvne divizije s kojom je sudjelovao u Bitci kod Ypresa.
U prosincu 1914. Bothmer je postao zapovjednikom II. bavarskog pričuvnog korpusa koji je bio zadužen za obranu karpatskih prijevoja. II. bavarski pričuvni korpus je u svibnju 1915. preimenovan u Bothmerov korpus, te je Bothmer zapovijedajući navedenim korpusom sudjelovao u ofenzivi Gorlice-Tarnow. Za zapovijedanje u operacijama na Dnjestru, te Gnjiloj i Zlatnoj Lipi Bothmer je 17. srpnja 1915. odlikovan ordenom Pour le Mérite.
U srpnju 1915. Bothmer postaje zapovjednikom Južne armije zamijenivši na tom mjestu Alexandera von Linsingena. Zapovijedajući navedenom armijom sudjeluje u suzbijanju Brusilovljeve ofenzive u ljetu 1916. godine. Nakon toga Južna armija pod Bothmerovim zapovjedništvom sudjeluje u invaziji na Rumunjsku, da bi u srpnju 1917. sudjelovala u suzbijanju neuspješne Kerenskijeve ofenzive.
Nakon izlaska Rusije iz rata Južna armija je rasformirana, te je Bothmer premješten na Zapadno bojište. Bothmer u veljači 1918. postaje zapovjednikom novoformirane 19. armije koja je držala položaje u Loreni na relativno mirnom dijelu bojišta. U travnju 1918. Bothmer je promaknut u čin general-pukovnika. Tri dana prije potpisivanja primirja Bothmer se vratio u Bavarsku kako bi pomogao u organiziranju obrane od očekivanog savezničkog napada.

## Poslije rata
Nakon završetka rata Bothmer je 10. prosinca 1918. ponovno umirovljen. Preminuo je 18. ožujka 1937. godine u Münchenu u 85. godini života. Bio je oženjen s Augustom Baldinger s kojom je imao dvije kćeri.

## Vanjske poveznice
(eng.) Felix von Bothmer na stranici First World War.com

(eng.) Felix von Bothmer na stranici Historyofwar.com

(eng.) Felix von Bothmer na stranici Prussianmachine.com

(njem.) Felix von Bothmer na stranici Deutschland14-18.de
| Prethodnik:             | Zapovjednik Južne armije Felix von Bothmer | Nasljednik: |
| Alexander von Linsingen | Zapovjednik Južne armije Felix von Bothmer | nitko       |

| Prethodnik: | Zapovjednik 19. armije Felix von Bothmer | Nasljednik:        |
| nitko       | Zapovjednik 19. armije Felix von Bothmer | Karl von Fasbender |